# 56-й гвардейский истребительный авиационный полк
56-й гвардейский истребительный авиационный Алтуховский Краснознамённый полк (56-й гв. иап) — воинская часть Военно-воздушных сил (ВВС) РККА, принимавшая участие в боевых действиях Великой Отечественной войны.

## Наименования полка
За весь период своего существования полк несколько раз менял своё наименование:
- 520-й истребительный авиационный полк;
- 56-й гвардейский истребительный авиационный полк;
- 56-й гвардейский истребительный авиационный Алтуховский полк;
- 56-й гвардейский истребительный авиационный Алтуховский Краснознамённый полк;
- Полевая почта 42048.

## Создание полка
56-й гвардейский истребительный авиационный полк образован 8 февраля 1943 года путём переименования 520-го истребительного авиационного полка в гвардейский за образцовое выполнение боевых задач и проявленные при этом мужество и героизм на основании Приказа НКО СССР.

## В действующей армии
В составе действующей армии:
- с 8 февраля 1943 года по 8 сентября 1944 года, итого — 578 дней,
- с 25 ноября 1944 года по 9 мая 1945 года, итого — 165 дней.

Всего 743 дня.

## Командиры полка
- майор, подполковник Чирва Степан Никитович[3], 01.09.1941 — 12.12.1943.
- подполковник Елисеев Фёдор Дмитриевич[3], 01.1944 — 02.1944.
- майор, подполковник Скляренко Николай Дмитриевич[3], 02.1944 — 12.1945.

## В составе соединений и объединений
| Период        | Фронт (округ)                                   | армия                | корпус                                 | дивизия                                  | примечание                            |
| ------------- | ----------------------------------------------- | -------------------- | -------------------------------------- | ---------------------------------------- | ------------------------------------- |
| 08.02.1943 г. | Донской фронт                                   | 16-я воздушная армия |                                        | 283-я истребительная авиационная дивизия | полк переименован в гвардейский, Як-1 |
| 15.02.1943 г. | Центральный фронт                               | 16-я воздушная армия |                                        | 283-я истребительная авиационная дивизия | Як-1                                  |
| 20.06.1943 г. | Резерв ВГК                                      |                      |                                        | 283-я истребительная авиационная дивизия | город Данков Липецкой области, Як-1   |
| 06.09.1943 г. | Центральный фронт                               | 16-я воздушная армия |                                        | 283-я истребительная авиационная дивизия | Як-1                                  |
| 20.10.1943 г. | Белорусский фронт                               | 16-я воздушная армия |                                        | 283-я истребительная авиационная дивизия | Як-1                                  |
| 17.02.1944 г. | 1-й Белорусский фронт                           | 16-я воздушная армия |                                        | 283-я истребительная авиационная дивизия | Як-1                                  |
| 12.07.1944 г. | 1-й Белорусский фронт                           | 6-я воздушная армия  | 13-й истребительный авиационный корпус | 283-я истребительная авиационная дивизия | Як-1                                  |
| 09.09.1944 г. | Резерв ВГК                                      |                      | 13-й истребительный авиационный корпус | 283-я истребительная авиационная дивизия | Як-3                                  |
| 25.11.1944 г. | 1-й Белорусский фронт                           | 16-я воздушная армия | 13-й истребительный авиационный корпус | 283-я истребительная авиационная дивизия | Як-3                                  |
| 09.05.1945 г. | 1-й Белорусский фронт                           | 16-я воздушная армия | 13-й истребительный авиационный корпус | 283-я истребительная авиационная дивизия | Як-3                                  |
| 10.06.1945 г. | Группа советских оккупационных войск в Германии | 16-я воздушная армия | 13-й истребительный авиационный корпус | 283-я истребительная авиационная дивизия | Як-3                                  |
| 05.01.1946 г. | Закавказский военный округ                      | 11-я воздушная армия |                                        | 283-я истребительная авиационная дивизия | Як-3                                  |
| 10.01.1949 г. | Закавказский военный округ                      | 34-я воздушная армия |                                        | 283-я истребительная авиационная дивизия | Кингкобра                             |
| 01.09.1960 г. | Закавказский военный округ                      | 34-я воздушная армия |                                        | 283-я истребительная авиационная дивизия | расформирован, МиГ-15                 |

## Участие в операциях и битвах
- Орловская наступательная операция — с 12 июля 1943 года по 18 августа 1943 года.
- Черниговско-Припятская операция — с 26 августа 1943 года по 30 сентября 1943 года.
- Гомельско-Речицкая наступательная операция — с 10 ноября 1943 года по 30 ноября 1943 года.
- Белорусская операция «Багратион» — с 7 июля 1944 года по 29 августа 1944 года.
- Люблин-Брестская операция — с 18 июля 1944 года по 2 августа 1944 года.
- Висло-Одерская операция — с 12 января 1945 года по 3 февраля 1945 года.
- Варшавско-Познанская операция — с 14 января 1945 года по 3 февраля 1945 года.
- Восточно-Померанская операция — с марта 1945 года по 20 марта 1945 года.
- Берлинская операция — с 16 апреля 1945 года по 8 мая 1945 года.

## Почётные наименования
- За показанные образцы мужества и геройства в борьбе против фашистских захватчиков и в целях дальнейшего закрепления памяти о героических подвигах сталинских соколов 56-й гвардейский истребительный авиационный полк 4 мая 1943 года удостоен почётного наименования «Алтуховский»[4].

## Награды
- За образцовое выполнение заданий командования в боях при прорыве обороны немцев и наступлении на Берлин и проявленные при этом доблесть и мужество 56-й гвардейский Алтуховский истребительный авиационный полк Указом Президиума Верховного Совета СССР от 11 июня 1945 года награждён орденом Боевого Красного Знамени[5].

## Отличившиеся воины полка
- Харитонов Николай Васильевич, заместитель командира эскадрильи 520-го истребительного авиационного полка 283-й истребительной авиационной дивизии 16-й воздушной армии Сталинградского фронта, старший лейтенант, Указом Верховного Совета СССР 1 мая 1943 года удостоен звания Героя Советского Союза. Золотая Звезда № 1021.

## Благодарности Верховного Главнокомандующего
- За прорыв обороны немцев на бобруйском направлении[6]
- За овладение городом Бобруйск[7]
- За овладение городом Барановичи и Барановичским укреплённым районом[8]
- За овладение крупным промышленным центром Польши городом Радом — важным узлом коммуникаций и сильным опорным пунктом обороны немцев[9]
- За овладение Лодзь и городами Кутно, Томашув (Томашов), Гостынин и Ленчица — важными узлами коммуникаций и опорными пунктами обороны немцев[10]

## Статистика боевых действий
Всего за годы Великой Отечественной войны полком:
| Выполнено боевых вылетов | Сбито самолётов в воздухе | Уничтожено самолётов всего |
| ------------------------ | ------------------------- | -------------------------- |
| 5988                     | 242                       | 258                        |

Свои потери:
| Потеряно самолётов, всего | Погибло лётчиков всего |
| ------------------------- | ---------------------- |
| 105                       | 45                     |

## Базирование полка
- Гютерфельде , Восточная Германия, 5.1945 — 12.1945
- Миха Цхакая, Грузинская ССР, 12.1945 — 09.1960

## Самолёты на вооружении
| Период      | Самолёты  |
| ----------- | --------- |
| 1941 — 1942 | ЛаГГ-3    |
| 1942 — 1944 | Як-1      |
| 1944 — 1946 | Як-3      |
| 1946 — 1951 | Кингкобра |
| 1951 — 1953 | МиГ-15    |
| 1953 — 1960 | МиГ-17    |

## Расформирование полка
В связи с изменением военной доктрины СССР 56-й гвардейский Алтуховский Краснознамённый истребительный авиационный полк 1 сентября 1960 года расформирован в составе 283-й истребительной авиационной дивизии 34-й воздушной армии Закавказского военного округа.